# Oscar Keen

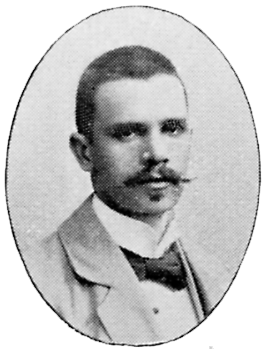
Oscar Keen.

Oscar Carl Fredrik Herman Keen, född 16 oktober 1867 i Stockholm, död 18 november 1947, var en svensk målare och tecknare. 

## Biografi
Keen studerade vid Konstakademien i Stockholm 1886–1892 samt för Oscar Törnå och Gillis Hafström och under en längre studieresa till München och Nürnberg 1900. Separat ställde han endast ut en gång under sin livstid, det var på Konstnärshuset i Stockholm 1928. En minnesutställning med hans konst visades av Svenska konstnärernas förening 1949. Hans konst består av porträtt, genremotiv och landskap, samt ett stort antal teckningar till dags och veckopressen. Keen är representerad vid Nationalmuseum, Sörmlands museum  och Uppsala universitetsbibliotek. Han är begravd på Boo kyrkogård.